# 316P/LONEOS-Christensen
316P/LONEOS-Christensen, komet Jupiterove obitelji